# Elmore City
Elmore City ist eine Gemeinde (Town) im Garvin County des amerikanischen Bundesstaats Oklahoma. Das U.S. Census Bureau hat bei der Volkszählung 2020 eine Einwohnerzahl von 738 ermittelt.
Namensgeber der Ende des 19. Jahrhunderts entstandenen Ansiedlung wurde der Pionier J. O. Elmore, nach dem das 1890 eröffnete Postamt benannt wurde.
Überregional bekannter wurde die Kleinstadt, weil die Handlung des Teenager-Tanz-Films Footloose von 1984/2011 auf wahre Begebenheiten an der örtlichen Highschool zurückgeht.

## Geographie
Elmore City liegt im mittleren Süden Oklahomas, knapp 100 km südlich der Hauptstadt Oklahoma City, an der Kreuzung zweier Oklahoma-State-Highways, des nach Westen und Osten verlaufenden Highway 29 und des nach Norden und Süden führenden Highway 74.
Die Hauptstadt des Countys, Pauls Valley liegt etwa 25 km nordöstlich; die nächsten größeren Ortschaften sind Wynnewood, etwa 20 km im Osten, und Purcell, 50 km in nördlicher Richtung. Der US-Highway 177 verläuft etwa 40 km östlich.

## Geschichte
Es ist nicht bekannt, wann genau sich Ende des 19. Jahrhunderts die ersten Siedler in Rock Creek, dem heutigen Elmore City, niederließen. Überliefert ist eine Begegnung des katholischen Priesters Reverend Hilary Cassal, der 1885 vom etwa 80 km nordöstlich gelegenen Kloster Sacred Heart aus auf einer Missionsreise war. Er traf an der Brücke über den Bach Rock Creek auf eine Familie Lynch, eine Mutter mit acht Kindern, die dort unter extrem ärmlichen Bedingungen in einer einräumigen Hütte lebten.
Wenig später öffnete ein Jasper N. Black einen Gemischtwarenladen für den Bedarf der verstreut lebenden Landbevölkerung an einer Kreuzung etwas nördlich von Rock Creek. Dieser Laden wurde zum Ortskern einer dauerhaften Siedlung, zunächst mit dem Namen Banner, die rasch wuchs und sich in südlicher Richtung ausdehnte. Am 11. Juni 1890 wurde ein Postamt dort eröffnet, welches nach dem Kaufmann und Pionier James Oliver Elmore benannt wurde, und 1898 wurde der Ort unter dem Namen Elmore schließlich als Dorfgemeinde gegründet (incorporated).
Die Namensfindung war damit jedoch noch nicht abgeschlossen, der Name wechselte zunächst 1910 wieder zurück zu Banner, nachdem postalische Verwechslungen mit dem Ort Elmer in Oklahomas Jackson County befürchtet worden waren. Da aber die Einwohner den etablierten Namen behalten wollten, wurde schließlich ab 1911 Elmore City zum endgültigen Ortsnamen.

## Bevölkerung
Bevölkerungsentwicklung in Elmore City
| Jahr      | 1900 | 1910 | 1920 | 1930 | 1940 | 1950 | 1960 | 1970 | 1980 | 1990 | 2000 | 2010 | 2020 |
| --------- | ---- | ---- | ---- | ---- | ---- | ---- | ---- | ---- | ---- | ---- | ---- | ---- | ---- |
| Einwohner | 192  | 266  | 337  | 395  | 494  | 743  | 982  | 653  | 582  | 493  | 756  | 697  | 738  |

Von den 697 Einwohnern, die bei der Volkszählung United States Census 2010 gezählt wurden, waren 333 männlichen und 364 weiblichen Geschlechts.
Das Durchschnittsalter aller Einwohner betrug 2010 40,4 Jahre. 87,4 % der Einwohner bezeichneten sich beim Census selbst als „Weiße“, 6,5 % ordneten sich als Nachkommen der amerikanischen Urbevölkerung ein, als Afroamerikaner bezeichneten sich 0,6 % der Befragten und 4,6 % gaben mehr als eine ethnische Herkunft an.
Zum Zeitpunkt der Volkszählung gab es 286 Haushalte, davon waren 65 % Familienhaushalte, in 29,4 % der Haushalte gab es Kinder im Alter unter 18 Jahren.

## Schulzentrum
Elmore City ist Zentrum des Elmore City – Pernell School Districts der ein Einzugsgebiet von etwa 580 km² hat. Im südwestlichen Teil des Garvin County sowie für Teile des Stephens Countys und des Murray Countys wird in Elmore ein staatliches Schulangebot für die etwa 2800 Einwohner der Gemeinden Elmore City, Katie und Foster sowie einer Reihe kleinerer Ansiedlungen bereitgestellt.
Die Elmore City – Pernell Public Schools (ECP) bilden einen Schulverbund, der mit einer Grundschule (Elmore City–Pernell Elementary) mit angeschlossener Vorschule, einer Mittelschule (ECP Middle School) und einer Highschool (Elmore City–Pernell High School) die staatlichen Schultypen des amerikanischen Bildungssystems in Oklahoma abbildet.

## Vom Tanzverbot zum „Footloose-Festival“
Die Einwohner der Ortschaft feiern seit 2010 jährlich im Frühjahr ein Footloose-Festival genanntes nostalgisches Familien-Straßenfest mit einem kleinen Jahrmarkt und mehreren Tanzveranstaltungen. Mit diesem Festival erinnert Elmore an die Rolle, die der Ort für die Entstehung des erfolgreichen Tanzfilms Footloose von 1984 spielte (Remake 2011 unter demselben Titel).
Historischer Hintergrund des Festivals ist eine Auseinandersetzung zwischen Schülern des Abschlussjahrgangs 1980 und der örtlichen Schulaufsicht an der Elmore-Highschool. Die Schüler wollten erstmals in Elmore einen typischen Abschlussball („Prom“) veranstalten wie an anderen amerikanischen Highschools auch. Dies wurde von Schulaufsicht zunächst untersagt, mit Verweis darauf, dass es ein niedergeschriebenes Gesetz gab, das seit Begründung des Ortes als eigenständige Gemeinde 1898 Bestand hatte, demnach waren Tanzveranstaltungen in Elmore grundsätzlich verboten. Die Auseinandersetzung weitete sich aus und beeinträchtigte das Ortsleben insgesamt; den Jugendlichen wurde von den Kirchen des Ortes vorgeworfen, dass Tanzen unmoralisch sei und dass sie mit dem geplanten Abschlussball gegen religiöse Prinzipien handeln würden. Der Konflikt um das Tanzverbot nahm schließlich solche Ausmaße an, dass er auch in überregionalen Medien zur Kenntnis genommen wurde.
Im Schulausschuss waren zwei der vier Mitglieder dafür, die Veranstaltung zuzulassen, die anderen beiden votierten dagegen, so dass die Stimme des Ausschuss-Präsidenten den Ausschlag geben musste. Er war der Vater einer der Schülerinnen, die den Antrag vorgebracht hatten, und entschied letztlich im Sinne der Jugendlichen. Aufgrund der hohen Medienaufmerksamkeit bei diesem ersten Schulball erreichte die Geschichte schließlich den Liedtexter Dean Pitchford, der nach Elmore reiste und sich in Interviews mit den Protagonisten des Schulkonflikts und anderen Einwohnern des Ortes Eindrücke für sein Drehbuch zum Film Footloose holte.